# Честь флага
Приз «Честь флага» был учреждён редакцией алма-атинской газеты «Ленинская смена» в 1969 году. Он вручался команде, подготовившей наибольшее количество игроков для сборной СССР по футболу.

## Обладатели приза
| Сезон    | Команда         |
| -------- | --------------- |
| 1969     | «Динамо» (Киев) |
| 1970     | «Динамо» (Киев) |
| 1971     | ЦСКА (Москва)   |
| 1972     | «Динамо» (Киев) |
| 1973     | «Динамо» (Киев) |
| 1974     | «Динамо» (Киев) |
| 1975     | «Динамо» (Киев) |
| 1976 (в) | «Динамо» (Киев) |
| 1976 (о) | «Динамо» (Киев) |
| 1977     | «Динамо» (Киев) |
| 1978     | «Динамо» (Киев) |